# Шенов (Златна обала)
Шенов (фр. Chenôve) насеље је и општина у источном делу централне Француске у региону Бургоња, у департману Златна обала која припада префектури Дижон.
По подацима из 2002. године у општини је живело 16 454 становника, а густина насељености је износила 2190 становника/km². Општина се простире на површини од 7,42 km². Налази се на средњој надморској висини од 374 метара (максималној 392 m, а минималној 238 m).

## Демографија
| 1962. | 1968.  | 1975.  | 1982.  | 1990.  | 1999.  | 2011.  |
| ----- | ------ | ------ | ------ | ------ | ------ | ------ |
| 5.517 | 17.155 | 21.448 | 19.389 | 17.721 | 16.257 | 14.014 |

График промене броја становника у току последњих година

## Партнерски градови
- Лимбургерхоф
- Парабјаго